# Ісмаель Ернандес
Ісмаель Ернандес (ісп. Ismael Marcelo Hernández Uscanga, нар. 23 січня 1990) — мексиканський п'ятиборець, бронзовий призер Олімпійських ігор 2016 року.

## Виступи на Олімпіадах
| Олімпіада           | Дисципліна     | Місце |
| ------------------- | -------------- | ----- |
| Ріо-де-Жанейро 2016 | особиста гонка | 3     |